# Haukur Clausen
Haukur Clausen (ur. 8 listopada 1928 w Reykjavíku, zm. 1 maja 2003 tamże) – islandzki lekkoatleta, sprinter.
Startował na igrzyskach olimpijskich w 1948 w Londynie. Odpadł w ćwierćfinale biegu na 100 metrów oraz eliminacjach biegu na 200 metrów i sztafety 4 × 100 metrów (sztafeta Islandii biegła w składzie: Ásmundur Bjarnason, Clausen, Trausti Eyjólfsson i Finnbjörn Þorvaldsson).
Zajął 5. miejsca w finałach biegu na 100 metrów i sztafety 4 × 100 metrów na mistrzostwach Europy w 1950 w Brukseli (skład sztafety islandzkiej: Bjarnason, Guðmundur Lárusson, Þorvaldsson i Clausen).
Jego brat bliźniak Örn Clausen również był lekkoatletą, olimpijczykiem z 1948 i wicemistrzem Europy w 1950 w dziesięcioboju.